# Emmanuel Agbadou
Emmanuel Agbadou (Abiyán, 17 de junio de 1997) es un futbolista marfileño. Juega de defensa y su equipo es el Wolverhampton Wanderers F. C. de la Premier League de Inglaterra.

## Trayectoria
Proveniente de la cantera del FC San Pédro, comenzó su carrera en Túnez con el U. S. Monastir.
El 16 de junio de 2022 firmó contrato por cinco años con el Stade de Reims de la Ligue 1. Cumplió la mitad de ellos, ya que el 9 de enero de 2025 fue traspasado al Wolverhampton Wanderers F. C.

## Selección nacional
Debutó con la selección de Costa de Marfil el 29 de marzo de 2022 ante Inglaterra en un amistoso.

## Estadísticas
Actualizado al último partido disputado el 25 de mayo de 2025.
| Club                                     | Div.          | Temporada     | Liga  | Liga  | Copas nacionales | Copas nacionales | Copas internacionales | Copas internacionales | Total | Total |
| Club                                     | Div.          | Temporada     | Part. | Goles | Part.            | Goles            | Part.                 | Goles                 | Part. | Goles |
| ---------------------------------------- | ------------- | ------------- | ----- | ----- | ---------------- | ---------------- | --------------------- | --------------------- | ----- | ----- |
| U. S. Monastir Túnez                     | 1.ª           | 2019-20       | 18    | 1     | 0                | 0                | —                     | —                     | 18    | 1     |
| U. S. Monastir Túnez                     | Total club    | Total club    | 18    | 1     | 0                | 0                | 0                     | 0                     | 18    | 1     |
| K. A. S. Eupen · Bélgica                 | 1.ª           | 2020-21       | 23    | 1     | 3                | 0                | —                     | —                     | 26    | 1     |
| K. A. S. Eupen · Bélgica                 | 1.ª           | 2021-22       | 33    | 5     | 5                | 0                | —                     | —                     | 38    | 5     |
| K. A. S. Eupen · Bélgica                 | Total club    | Total club    | 56    | 6     | 8                | 0                | 0                     | 0                     | 64    | 0     |
| Stade de Reims Francia                   | 1.ª           | 2022-23       | 29    | 0     | 2                | 0                | —                     | —                     | 31    | 0     |
| Stade de Reims Francia                   | 1.ª           | 2023-24       | 32    | 1     | 2                | 2                | —                     | —                     | 34    | 3     |
| Stade de Reims Francia                   | 1.ª           | 2024-25       | 14    | 0     | 1                | 0                | —                     | —                     | 15    | 0     |
| Stade de Reims Francia                   | Total club    | Total club    | 75    | 1     | 5                | 2                | 0                     | 0                     | 80    | 3     |
| Wolverhampton Wanderers F. C. Inglaterra | 1.ª           | 2024-25       | 16    | 1     | 2                | 0                | —                     | —                     | 18    | 1     |
| Wolverhampton Wanderers F. C. Inglaterra | Total club    | Total club    | 16    | 1     | 2                | 0                | 0                     | 0                     | 18    | 1     |
| Total carrera                            | Total carrera | Total carrera | 165   | 9     | 15               | 2                | 0                     | 0                     | 180   | 11    |